# The shrine of God
The shrine of God is een single van Ramses Shaffy begeleid door Focus.

## Achtergrond
Thijs van Leer speelde gedurende langere tijd in de begeleidingsband van Shaffy. Het verhaal gaat dat Shaffy verliefd was op Van Leer. Van Leer was net bezig met de oprichting van Focus, dat op dat moment uit drie vaste leden bestond: Van Leer zelf (fluit en toetsen), Martijn Dresden (basgitaar) en Hans Cleuver (drums). Jan Akkerman bungelde er nog een beetje bij. Toen Shaffy eens een bezoekje brengt aan de familie Van Leer, raakte Shaffy onder de indruk van de moeder van Van Leer en haar soefisme. Onder diens invloed kwam The shrine of God tot stand. Watch the ugly people is van Van Leer en Shaffy tezamen.
De single kwam uit via Philips Records het platenlabel van Shaffy. Focus zou even later definitief uitgebreid worden met Akkerman en tekenen bij EMI.
De combinatie van beroemde artiesten leverde geen hit op.